# Ophiactis brevis
Ophiactis brevis är en ormstjärneart som beskrevs av Hubert Lyman Clark 1938. Ophiactis brevis ingår i släktet Ophiactis och familjen bandormstjärnor. Inga underarter finns listade i Catalogue of Life.